# Ayer (Stati Uniti d'America)
Ayer è un comune degli Stati Uniti d'America facente parte della contea di Middlesex nello stato del Massachusetts.